# Gemista

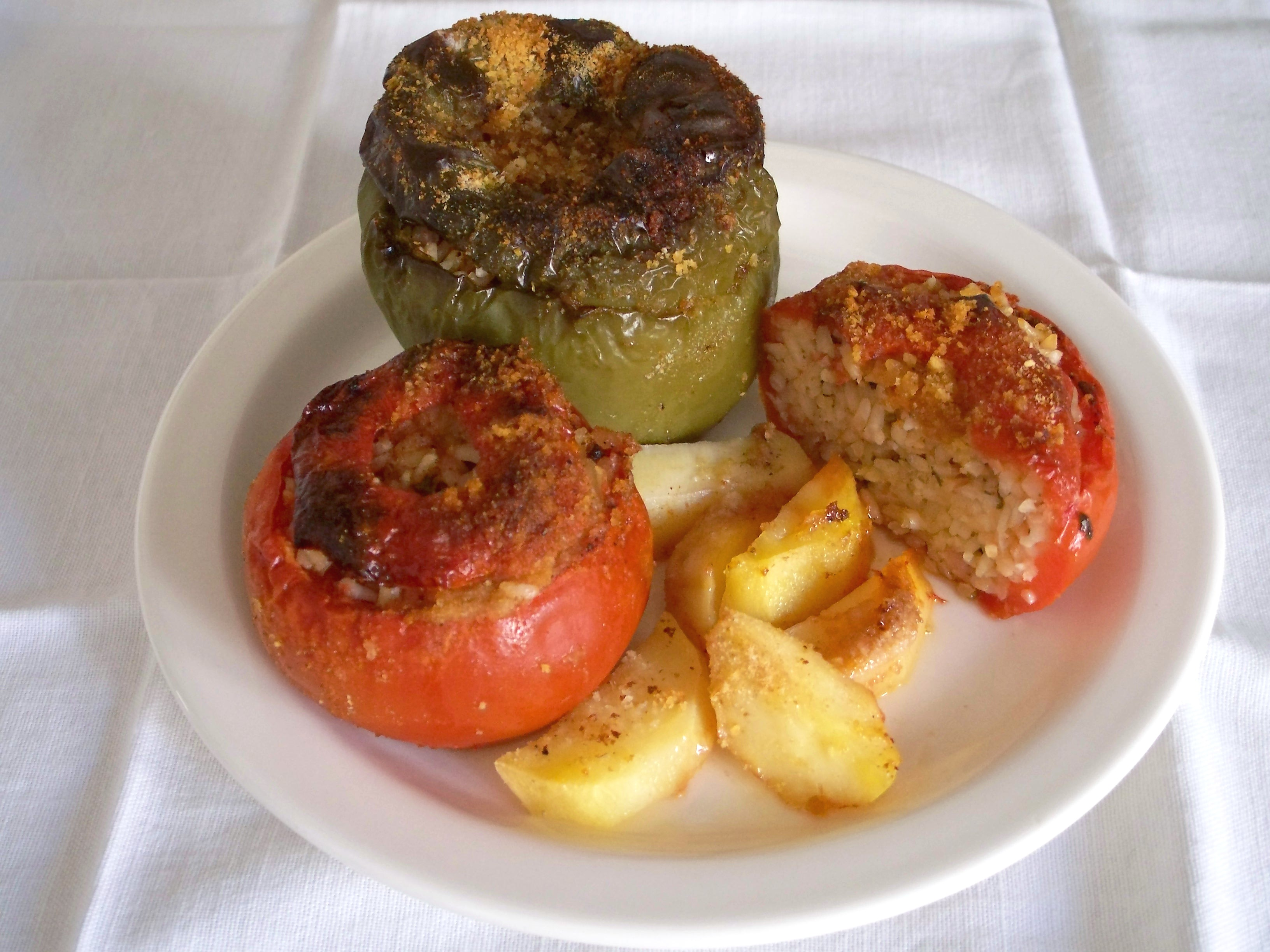
Gemista

Gemista eller Yemista (grekiska: γεμιστά) är en grekisk maträtt, speciellt vanligt förekommande på Samos, som består av tomater och paprikor som fylls med ris och kryddor, såsom oregano, basilika och körvel, och gräddas i ugn. Äggplanta och squash kan också användas som grönsaker. Rätten serveras vanligtvis med pommes frites eller annan friterad potatis. Den brukar tillredas under sommaren när färska grönsaker finns att använda, och kan ätas varm eller kall som meze eller förrätt. Det finns även varianter med köttfärs, ost och bacon eller pinjenötter och russin.
På Kreta brukade man fylla grönsakerna med bulgur (grekiska: πλιγούρι, pliguri), en vetesort som liknar couscous. Sådana fyllningar är vanliga i länder som Turkiet och Libanon och kallas då dolmar.